# 青木琴美 (漫画家)
青木 琴美（あおき ことみ、本名同じ、1980年1月7日 - ）は、日本の漫画家。愛媛県松山市出身。血液型はB型。

## 来歴
1998年10月14日、小学館の『少女コミック』増刊11月15日号にて掲載された「99のナ・ミ・ダ」でデビュー。同年、デビュー作から2作目の「聖夜のキス」で『少女コミック』本誌初掲載を果たす。
1999年、デビューから半年で『太陽がいっぱい』で初連載。
2003年、後に自身の代表作ともなる『僕は妹に恋をする』の連載を開始。
コミックス累計600万部を突破し、2007年には同作で松本潤・榮倉奈々主演で映画化された。この作品を描き始めてから東京に仕事場を移す。
2005年、『僕は妹に恋をする』のプレストーリー的存在にあたる、『僕の初恋をキミに捧ぐ』の連載を開始。
コミックス累計750万部を突破し、『僕は妹に恋をする』同様に井上真央・岡田将生主演で2009年に映画化された。
2008年、『僕の初恋をキミに捧ぐ』で第53回（平成19年度）小学館漫画賞少女向け部門受賞。
2009年、『僕の初恋をキミに捧ぐ』連載終了を機に『Sho-Comi』を離れ、同じく小学館の『Cheese!』に移籍することを自らの公式サイトで表明。
同年『Cheese!』5月号から『カノジョは嘘を愛しすぎてる』の連載をスタートさせた。
2014年11月23日、大阪芸術大学スカイキャンパスにて、学生向けにトークショーが行われた。
2017年10月現在、著作累計2500万部突破！と『虹、甘えてよ。』1巻帯及び小学館公式サイトのコミックス詳細案内（ https://shogakukan-comic.jp/book?jdcn=091396880000d0000000 ）にて発表。
2018年11月3日、子供の頃から通った松山市の明屋書店空港通店でサイン会が実現した。
2018年11月21日から11月26日まで西武池袋本店別館にて画業20周年記念として原画展を開催した。

## 人物
- 家族構成は母、妹[12]。
- 漫画家を志すようになったきっかけは、自身が幼い頃に高橋留美子の『らんま1/2』のアニメを観た際、「こんなに面白い漫画を自分も描きたい」と思ったことから[2]。
- 『少女コミック』へ投稿した経緯も、同じ小学館への雑誌へ執筆している高橋に憧れた為である[1]。
- 1996年、高校生の頃に地元の書店で『Cheese!』創刊号を購入した思い出がブログに書かれている[13]。
- 高校時代は演劇部に入っていた[14]。
- 仕事中は眼鏡。外出時はコンタクトを使用[2]。
- 歯の矯正を2016年に終える[15]。
- 新年に帰省する時は、石手寺や愛媛縣護國神社を参拝している[16]。

## 作品リスト

### 連載作品
- 太陽がいっぱい（『少女コミック』1999年15号 - 同年17号、全1巻）
- 21世紀のエンゼル（『少女コミック』2000年5号 - 同年8号、単行本「愛し方も分らずに」収載）
- ジーザス!（『少女コミック』2000年16号 - 同年18号、単行本化）なお、単行本には他の短編2作（上記参照）の他に書下ろしで「おまけのじーざす！」を収載している）
- 恋するハートがNOという（『少女コミック』2001年3・4合併号 - 同年6号、全1巻）
- 明日、アナタが目覚めたら（『少女コミック』2001年16号 - 同年21号、全1巻）
- イジワルしないで!（『少女コミック』2002年2号 - 同年11号、全2巻）なお、単行本2巻には書き下ろしで「お・ま・け・のイジワルしないで！」を収載している。
- 朝も、昼も、夜も。（『少女コミック』2002年17号 - 同年24号、全2巻）なお、単行本2巻には書下しで「朝も、昼も、夜も。〜あなただけ愛してる〜」を収載している。
- 僕は妹に恋をする（『少女コミック』2003年2号 - 2005年14号、全10巻）
- 僕の初恋をキミに捧ぐ（『少女コミック』2005年17号 - 2008年15号、全12巻）
- カノジョは嘘を愛しすぎてる（『Cheese!』2009年5月号 - 2017年4月号、全22巻）
- 虹、甘えてよ。（『Cheese!』2017年9月号 - 2020年10月号、全9巻）

### 読み切り作品
- 99のナ・ミ・ダ（『少女コミック』増刊1998年11月15日号、単行本「太陽がいっぱい」収載）
- 聖夜のキス（『少女コミック』1998年24号、単行本「恋するハートがNOという」収載）
- おトナリさんと恋のススメ（『少女コミック』増刊1999年2月15日号、単行本「太陽がいっぱい」収載）
- ドルチェ（『少女コミック』1999年6号、単行本「恋するハートがNOという」収載）
- 大・告・白（『少女コミック』1999年11号、単行本「太陽がいっぱい」収載）
- 雪の雫にくちづけを（『少女コミック』増刊2000年1月15日号、単行本「ジーザス」収載）
- そんな恋の話。（『少女コミック』2000年23号、単行本「恋するハートがNoという」収載）
- あたしの王子さま。（『少女コミック』増刊2000年6月15日号、単行本「ジーザス」収載）
- コイビト宣言（『少女コミック』2001年12号、単行本「イジワルしないで」1巻収載）
- バックステージで待ってる（『少女コミック』増刊2002年8月15日号、単行本「朝も、昼も、夜も」1巻収載）
- せつないくらいに君しか見えない（「朝も、昼も、夜も」番外編。『少女コミック』増刊2002年12月25日号、単行本「朝も、昼も、夜も」2巻収載）
- おさななじみ。（『少女コミック』2003年6号、合集本「LOVE&TEARS」収載、単行本「愛し方も分らずに」収載）
- 愛し方も分からずに（『少女コミック』2005年7号、同題単行本収載）
- ほしいものが、あるんだ。（『少女コミック』2006年6号、単行本「僕の初恋にキミを捧ぐ」7巻収載））
- メールの返事くらい、くれよ（『少女コミック』増刊2007年2月14日号、単行本「僕の初恋をキミに捧ぐ」8巻収載）
- 彼は行けもしない甲子園を目指す（『Sho-Comi』2008年5号、単行本「僕の初恋をキミに捧ぐ」11巻収載）
- 恋の引き金（『Cheese!』2022年5月号）
- 雨の匂いは知っている（『Cheese!』2022年12月号[17]）
- ボクの痕（『Cheese!』2024年10月号[18]、2024年11月号[19]、2024年12月号[20]）

#### 「僕は妹に恋をする」番外編など
（単行本10巻などの記述は「僕は妹に恋をする」の該当作品収載巻数）
- 号外！僕妹ウラ新聞（『僕妹新聞』2003年--作者の単行本第1巻発売時の全員サービス企画、単行本10巻に収載）
- 僕は妹に恋をする 番外編（『少女コミック』増刊2005年4月15日号、単行本10巻に収載）
- 僕は妹に恋をする 番外編☆矢野くんのワンダフル・デイ☆（『少女コミック』増刊2005年6月15日号、単行本『僕の初恋をキミに捧ぐ』12巻に収載）
- 僕は妹に恋をする 番外編（『少女コミック』2005年10号とじこみ付録、単行本10巻に収載）

#### 「僕の初恋をキミに捧ぐ」番外編など
- 僕の初恋をキミに捧ぐ〜特別編〜「もっと生きたい･･･」（『少女コミック』2005年18号ふろく、単行本10巻収載）

#### 「カノジョは嘘を愛しすぎてる」番外編
（5TH songなどの記述は「カノジョは嘘を愛しすぎてる」の該当作品収載巻数）
- カノジョは嘘を愛しすぎてる 予告編ショートコミック（『Cheese!』2009年4月号、5TH song収載）
- 恋じゃない（『Cheese!』2009年11月号付録,8TH song収載） – 小説ストーリー
- カノ嘘ショート番外編「バレンタインが羨ましい」（『Cheese!』増刊2010年3月号、4TH song収載）
- カノジョは嘘を愛しすぎてる-side the others-（『Cheese!』増刊2012年3月号、8TH song収載）
  - 「望んで馬が手に入るなら乞食でも馬に乗る」「曲るくらいなら折れたほうがましか」の2編
- カレは餃子を愛しすぎてる（『Cheese!』2012年9月号別冊,10TH song収載）
- キミは知らない。〜Why don't you know I love you?〜（『Cheese!』2013年4月号、11TH song収載）
- Kissin' Christmas それは高校時代の愚かな行いのひとつ（『Cheese!』2013年1月号ふろく、11TH song収載）

#### デビュー前の作品
- ETERNITY[21]
- 雨の日の過ごし方[21]
- MY DEAR[21]

## 刊行作品
すべて小学館のフラワーコミックス（ＦＣ）シリーズから刊行されている
- 太陽がいっぱい（1999年12月20日初版第1刷発行）ISBN 978-4-09-137831-6

著者最初の単行本。標題作以外に「99のなみだ」「大・告・白」「おトナリさんと恋のススメ」を収める。
(標題作)茗は高3女子。エスカレータ式マンモス校の図書館の図書委員長。中坊の雅深にほれられるが、茗は大学部の憧れの高岡先輩が本命。やっと高岡先輩に告白しますが･･･。
- ジーザス!（標題作以外に「雪の雫にくちづけを」「あたしの王子さま。」「おまけのジーザース！」を収録。2001年1月20日初版第1刷発行）ISBN 4-09-137832-3

「ジーザス」とは「くそったれ、ちくしょう」という意味です。本来は「ジーザス・クライスト」で、「イエス・キリスト」を指すのですが、この物語では「くそったれ、ちきしょう」の方。（同書11ページ、作者）
- 恋するハートがNOという（標題作以外に「そんな恋の話。」「ドルチェ」「聖夜のキス」を収録。2001年5月20日初版第1刷発行）ISBN 4-09-137833-1
- 明日、アナタが目覚めたら　（2002年1月20日初版第1刷発行）ISBN 978-4-09-137834-7

父親の転勤で引っ越すことになった圭。彼氏の部屋にそれを言いに行ったら、そこに知らない女の人が。大ショックの圭は、新しい街で酔っぱらい帰れなくなり、偶然出会った幸也。忘れられない一夜を過ごした圭だけれども、翌日、転校初日のクラスで幸也と再会して･･･。
- イジワルしないで!（全2巻）
- 朝も、昼も、夜も。（全2巻）
- 僕は妹に恋をする（全10巻）[22]
  - 僕は妹に恋をする 公式ファンブック
  - 僕は妹に恋をする ドラマCDシリーズ 全4作（カバーイラスト等）
- 愛し方も分からずに（標題作以外に「おさななじみ」「21世紀のエンゼル」を収録。2005年11月20日初版第1刷発行）ISBN 4-09-130146-0

「21世紀のエンゼル」--1話目掲載時に『これは、FCにしないから！」と編集長からお達しを受けた作品です。（号泣）（同書82ページ、作者）しかし読者からＦＣにして欲しいという手紙が多数きたためここに収録された。（同-趣旨-）
- 僕の初恋をキミに捧ぐ（全12巻）
  - 僕の初恋をキミに捧ぐ 公式ファンブック
  - 僕の初恋をキミに捧ぐ（1）英語版　[23]
- カノジョは嘘を愛しすぎてる（全22巻）
- 虹、甘えてよ。（全9巻）

### 他の作家とのオムニバス本
- LOVE&TEARS 2003年7月20日初版第1刷発行

（宮坂香帆他）
「おさななじみ」（少女コミック2003年6号に掲載）を収録。

### その他
- 青木琴美 ポストカードブック